# 짐 무디
짐 무디(Jim Moody, 1949년 9월 25일 ~ )는 미국의 텔레비전 배우, 영화배우, 배우이다.
포츠머스에서 태어났다.

## 영화
- 누가 왕초지? (1993년) - 닉 크로포드 역
- 속죄의 날 (1992, L'Union sacrée)
- 법과 질서 (1990년)
- 라스트 드래곤 (1985년)
- DC 택시 (1983년)
- 배드 보이즈 (1983년)
- 퍼스트 패밀리(영어판) (1980년)
- 페임 (1980년) - 미스터 파렐 역